# Fyndtorget
Fyndtorget.se är en av Sveriges första köp- och säljmarknader på Internet, startad redan 1998. Webbplatsen är idag ett gratisalternativ till ledande Blocket, även om den utöver annonser även erbjuder tidningsprenumerationer och auktionsobjekt.

## Historia
Fyndtorget lanserades i april 1998 i kölvattnet på Blocket och blev snabbt en av de populärare webbplatserna för privatannonsering.

## Fyndtorget i siffror
Sajten har enligt KIA-index cirka en kvarts miljon unika besökare i månaden och över en miljon sidvisningar, vilket placerar den bland Sveriges 100 mest besökta webbplatser oavsett kategori. Varje vecka läggs cirka 1000 annonser upp på sajten.